# Девушка-кошка
Девушка-кошка, также кошкодевочка (яп. 猫娘 нэкомусумэ, англ. Catgirl) — женский персонаж, обладающий кошачьими ушками (либо настоящими, либо в дополнение к человеческим), хвостом или другими чертами семейства кошачьих, в остальном имеющий полностью человеческое тело. Является наиболее популярной разновидностью кемономими (яп. 獣耳 — «уши животных»), к которым также относятся девушки-лисы (кицунэ, англ. foxgirls), девушки-кролики (англ. bunnygirls) и другие полулюди-полуживотные.

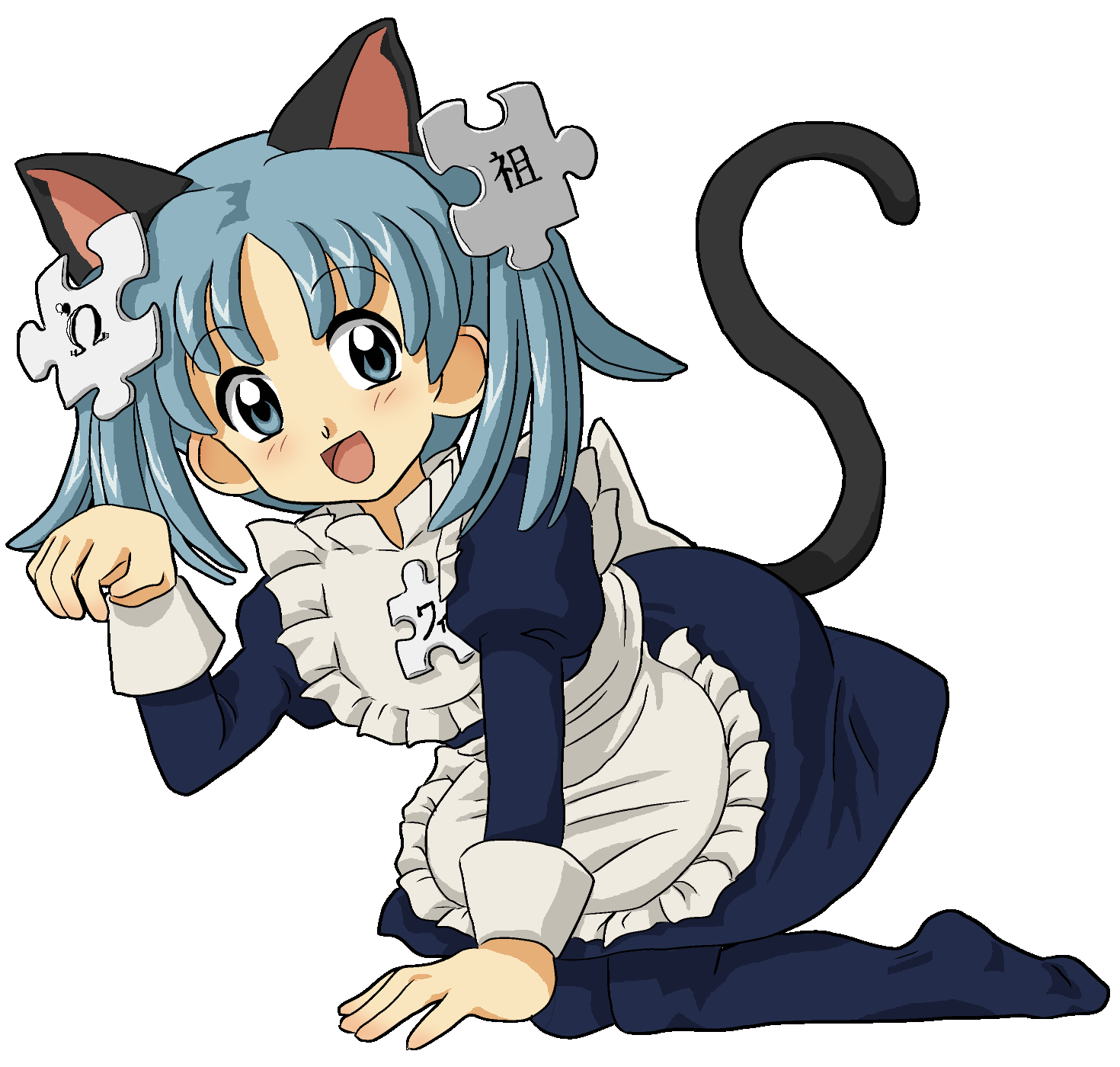
Википе-тан с нэко-ушами и хвостом

Девушки-кошки встречаются в различных жанрах художественной литературы, в частности, в аниме и манге, в различного рода комиксах и видеоиграх, а также в виртуальных интернет-сообществах, таких как Nekos в Second Life. Образ девушки-кошки также часто используется для косплея.

## Мифология
В японской мифологии кошек чаще всего изображали в виде бакэнэко — кошки, наделённой мифическими способностями.
Женщины-кошки также иногда изображаются в виде оборотней, но тем не менее, помогая людям, наделены добрыми качествами. Часто бывают волшебными помощниками героев в мифах и легендах. Как и лисы, девушки-кошки могут быть очень опасны. В человеческом облике демонстрируют сверхчеловеческую гибкость, подвижность и хитрость. Сохраняют кошачью расцветку тела. Также женщины-кошки в японской мифологии — это прекрасные девы, которые могут преобразовываться в кошек, в обмен на свою красоту.

## Современный образ
Кошачьи уши (яп. 猫耳 нэкомими) или хвост являются незаменимой частицей любой девушки-кошки. Часто атрибутами нэко являются мохнатые лапы, сильно выпирающие клыки, а также бубенчики, надеваемые на самые разные части тела: шею, лапы, уши или хвост. Когда персонаж аниме или манги произносит или думает что-нибудь озорное, его рот иногда изображается похожим на кошачий.

### «Ня»
Частое употребление междометия «ня» (яп. ニャー) или «мя» (яп. ミャー) — японского звукоподражания мяуканию кошки (аналога русского «мяу») — является не менее важным атрибутом женщин-кошек. Также персонаж произносит «ня» в определённой ситуации или в произвольной фразе, обозначая свою схожесть с кошкой или нежный, милый, игривый образ поведения. В последнее время[какое?] использование слова «ня» стало популярным в аниме-сообществах.
В сленге русскоязычных фанатов также есть несколько неологизмов, образованных от «ня»: существительные «няка» (от «ня» и «нэко»), «няша» и «няшка», прилагательное «няшный» (очень милый) и приветствие «няк!».

## Девушки-кошки в художественных произведениях

### В аниме и манге
В аниме и манге нэко чаще всего выступает как милое («кавайное»), непоседливое и добродушное создание с «някающим акцентом», вне зависимости от того, положительный ли она персонаж или отрицательный. Обычно девушкам-кошкам не присуща серьёзность или выдержанность характера; напротив — у них подчёркивается жизнерадостность, хитрость и игривость натуры. Довольно часто они ведут себя очень раскрепощённо.
Чаще всего нэко — персонаж женского пола: это объясняется тем, что большая часть тематических произведений и видеоигр рассчитана на мужскую аудиторию. Тем не менее, кошачьими чертами иногда наделяют и мужских персонажей (например, Шрёдингер из «Хеллсинг») — для них фанаты используют обозначение «котопарень» или «кошкомальчик» (англ. catboy). У человеческих персонажей в аниме или манге иногда прорастают кошачьи уши или хвост, что напоминает превращение в тиби.
Есть несколько часто употребляемых названий девушек-кошек:
1. нэко (яп. 猫, кошка);
2. нэкомими (яп. 猫耳, ушки кошки);
3. нэкомусумэ (яп. 猫娘, девочка-кошка).